# Bolivia op de Olympische Zomerspelen 1984
Bolivia nam deel aan de Olympische Zomerspelen 1984 in Los Angeles, Verenigde Staten. Net als tijdens de vijf eerdere deelnames werd geen medaille gewonnen.

## Deelnemers en resultaten per onderdeel

### Atletiek
| Olympiër        | Onderdeel             | Resultaat | Prestatie      |
| --------------- | --------------------- | --------- | -------------- |
| Juan Camacho    | marathon (m)          | 38e       | 2:21.04        |
| Oswaldo Morejón | 20km snelwandelen (m) | 36e       | 1:44.42        |
| Oswaldo Morejón | 50km snelwandelen (m) | DNF       | niet gefinisht |
|                 |                       |           |                |
| Nelly Wright    | marathon (v)          | 42e       | 2:51.35        |

### Boksen
| Olympiër       | Onderdeel | Resultaat | Prestatie                                                  |
| -------------- | --------- | --------- | ---------------------------------------------------------- |
| René Centellas | -51kg (m) | 17e       | 1e ronde: V van AUS Fenech: scheidsrechterlijke beslissing |

### Judo
| Olympiër     | Onderdeel | Resultaat | Prestatie |
| ------------ | --------- | --------- | --------- |
| Edgar Claure | -65kg (m) |           |           |

### Schermen
| Olympiër     | Onderdeel  | Resultaat | Prestatie            |
| ------------ | ---------- | --------- | -------------------- |
| Saúl Mendoza | degen (m)  | 58e       | 1e ronde groep 2: 5e |
| Saúl Mendoza | floret (m) | 50e       | 1e ronde groep 3: 5e |

### Schietsport
| Olympiër           | Onderdeel | Resultaat | Prestatie  |
| ------------------ | --------- | --------- | ---------- |
| Luis Gamarra       | skeet     | 56e       | 175 punten |
| Mauricio Kattan    | skeet     | 64e       | 166 punten |
| Javier Asbun       | trap      | 62e       | 161 punten |
| Víctor Hugo Campos | trap      | 57e       | 166 punten |

### Worstelen
| Olympiër         | Onderdeel   | Resultaat   | Prestatie                                                           |
| Vrije stijl      | Vrije stijl | Vrije stijl | Vrije stijl                                                         |
| ---------------- | ----------- | ----------- | ------------------------------------------------------------------- |
| Leonardo Camacho | -62kg       | 13e         | 1e ronde: V van ITA La Bruna: 0-4 2e ronde: V van FRA Santoro: 2-10 |

Algerije · Amerikaanse Maagdeneilanden · Andorra · Antigua en Barbuda · Argentinië · Australië · Bahama’s · Bahrein · Bangladesh · Barbados · België · Belize · Benin · Bermuda · Bhutan · Birma · Bolivia · Bondsrepubliek Duitsland · Botswana · Brazilië · Britse Maagdeneilanden · Canada · Centraal-Afrikaanse Republiek · Chili · China · Chinees Taipei · Colombia · Congo-Brazzaville · Costa Rica · Cyprus · Denemarken · Djibouti · Dominicaanse Republiek · Ecuador · Egypte · El Salvador · Equatoriaal-Guinea · Fiji · Filipijnen · Finland · Frankrijk · Gabon · Gambia · Ghana · Grenada · Griekenland · Groot-Brittannië · Guatemala · Guinee · Guyana · Haïti · Honduras · Hongkong · Ierland · IJsland · India · Indonesië · Irak · Israël · Italië · Ivoorkust · Jamaica · Japan · Joegoslavië · Jordanië · Kaaimaneilanden · Kameroen · Kenia · Koeweit · Lesotho · Libanon · Liberia · Liechtenstein · Luxemburg · Madagaskar · Malawi · Maleisië · Mali · Malta · Marokko · Mauritanië · Mauritius · Mexico · Monaco · Mozambique · Nederland · Nederlandse Antillen · Nepal · Nicaragua · Nieuw-Zeeland · Niger · Nigeria · Noord-Jemen · Noorwegen · Oeganda · Oman · Oostenrijk · Pakistan · Panama · Papoea-Nieuw-Guinea · Paraguay · Peru · Portugal · Puerto Rico · Qatar · Roemenië · Rwanda · Salomonseilanden · Samoa · San Marino · Saoedi-Arabië · Senegal · Seychellen · Sierra Leone · Singapore · Soedan · Somalië · Spanje · Sri Lanka · Suriname · Swaziland · Syrië · Tanzania · Thailand · Togo · Tonga · Trinidad en Tobago · Tsjaad · Tunesië · Turkije · Uruguay · Venezuela · Verenigde Arabische Emiraten · Verenigde Staten · Zaïre · Zambia · Zimbabwe · Zuid-Korea · Zweden · Zwitserland